# Егермейстерская контора
Егермейстерская контора — в Российской империи в Министерстве Императорского Двора канцелярия, распоряжавшаяся соколиной охотой, звериной ловлей и другими царскими забавами.
Позже стала заведовать всеми дачами, принадлежавшими Двору, и заботиться о сохранении в них дичи для продовольствия царского стола. Состояла из егермейстера, унтер-егермейстера, управляющего охотами, государева стременного, биксеншпаннера и комиссара. Контора размещалась в бывшем Иезуитском доме на Мойке, близ Казанского моста. В конце XIX – начале XX в. Главная царская охота находилась в Беловежской пуще, ставшей в 1888 г. личной собственностью государя.
Создана в 1744—1745 годах как обер-егермейстерская канцелярия. В 1773 году обер-егермейстерская канцелярия получила равный с коллегиями статус и стала высшим ведомством в составе обер-егермейстерского корпуса. С 1796 года преобразована в Егермейстерскую контору, а с 1882 года стала называться Императорская охота.